# Sereikaitė
Sereikaitė ist ein litauischer weiblicher Familienname.

## Herkunft
Der Familienname ist eine weibliche Form des männlichen Familiennamens Sereika. Eine andere weibliche Form dieses Familiennamens ist Sereikienė.

## Namensträger
- Agnė Sereikaitė (* 1994), litauische  Shorttrackerin
- Vilija Sereikaitė (* 1987), litauische  Radrennfahrerin